# Эскадренные миноносцы типа «Вакатакэ»
Эскадренные миноносцы типа «Вакатакэ» (яп. 若竹型駆逐艦 Вакатакэгата кутикукан) — тип японских эскадренных миноносцев.
Изначально были известны как эсминцы типа «Юри». Последние японские эсминцы II класса.

## Конструкция и строительство

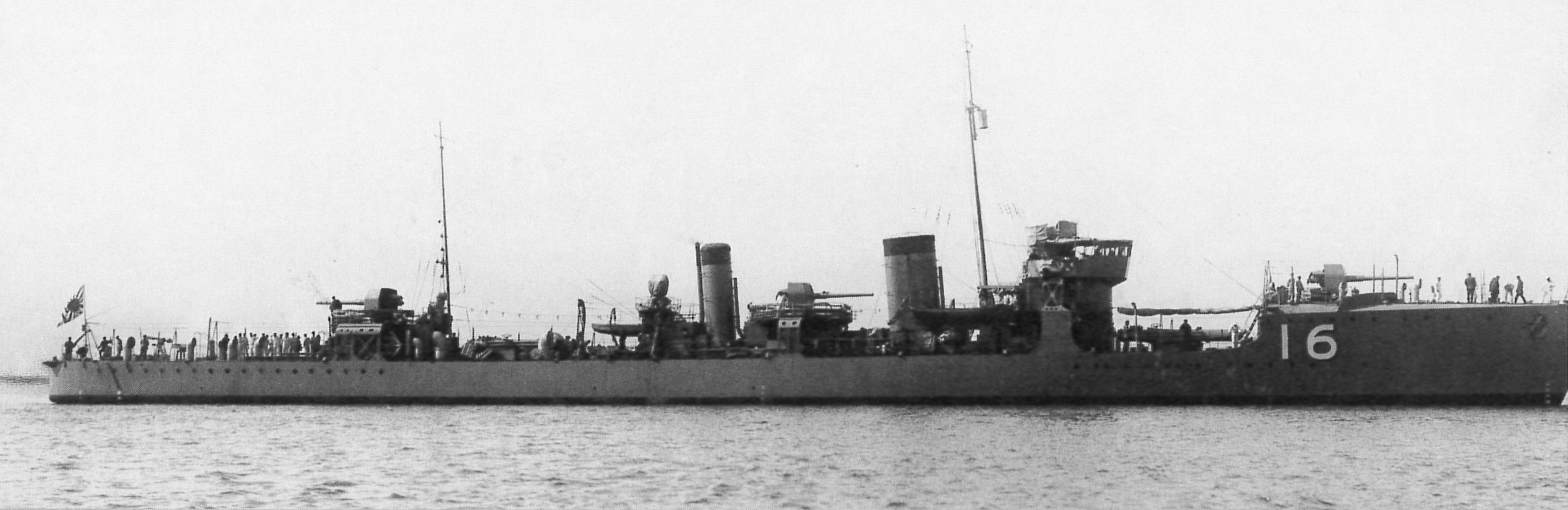
Фуё

Заказаны в 1921 году. Как и все японские эсминцы II класса, строились в дополнение к более крупным и дорогим кораблям (в данном случае-эсминцам типа «Камикадзе»).
Конструктивно очень близки к предшествующему типу «Моми», но имели оборудование для траления мин, были несколько тяжелее и медленнее (так как силовая установка осталась прежней).
Всего в 1922—1924 годах в состав японского флота вошло восемь кораблей этого типа. Получив при выдаче заказа названия, они затем сменили их на номера (как и строившиеся в те годы эсминцы типов «Камикадзэ», «Муцуки» и «Фубуки») и только в 1928 году вновь их получили, но уже другие. Планировалось построить тринадцать единиц, но в силу объективных недостатков конструкции,а именно плохой мореходности последние пять(«Сион», «Омодака», «Ботан», «Басё», «Надэсико») в 1922 году было решено не закладывать.

## История службы
Эсминцы типа «Вакатакэ» приняли участие в боевых действиях против Китая. В 1931 году к его побережью была направлена 1-я эскадра эсминцев во главе с крейсером «Дзинцу». В её состав входило два дивизиона кораблей данного типа: «Вакатакэ», «Курэтакэ», «Санаэ», «Савараби» составляли 13-й, а «Асагао», «Югао», «Фуё», «Карукая» — 15-й. Они патрулировали прибрежные воды, прикрывали транспорты и оказывали поддержку приморскому флангу армии. В ходе этой кампании был потерян «Савараби», затонувший 5 декабря 1932 года в Тайваньском проливе.
В 1938 году «Вакатакэ» и «Санаэ» были модернизированы — на носовые трубы были установлены козырьки, сняты переходные мостики над торпедными аппаратами, а в трюмы уложен балласт. Это привело к улучшению остойчивости ценой роста водоизмещения до 1113 тонн и падения скорости до 31 узла.
В 1940 году «Югао» был переклассифицирован в патрульный корабль № 46. В ходе переоборудования на нём установили восемь 25-мм зенитных автоматов и увеличили боекомплект бомбомётов до 60 глубинных бомб, торпедные аппараты и одно из 120-мм орудий сняли. Из-за снятия части котлов скорость упала до 18 узлов.
К началу Второй Мировой войны эти небольшие и морально устаревшие эсминцы считались непригодными для действий в составе флота и использовались как эскортные или для патрулирования у побережья Китая и Филиппин, что позволило им довольно долго избегать американских бомб и торпед.
В 1941-42 годах «Вакатакэ», «Курэтакэ», «Санаэ», «Асагао», «Фуё», «Карукая» перевооружили. На них осталось два 120-мм орудия, место орудия № 2 заняли шесть 25-мм зенитных автоматов, также были установлены 4 13-мм пулемёта. Заградительное и тральное оборудование было заменено четырьмя бомбометами (48 глубинных бомб в боекомплекте). С «Асагао» был демонтирован один торпедный аппарат. На часть кораблей устанавливалась РЛС Тип 13.
Своего рода рекорд был установлен эсминцем «Карукая», который успешно сопроводил 54 конвоя.
В 1943 году американские подводные лодки стали совершать регулярные рейды к побережью Филиппин,Индонезии и Китая, в результате чего корабли этого типа начали гибнуть один за другим.
Из 8 единиц серии до конца войны дотянул только «Асагао», который получил тяжёлые повреждения при подрыве на мине в Симоносекском проливе 22 августа 1945 года, не восстанавливался и в 1948 году был разделан на металл.

## Представители серии
| Название                                      | Место постройки      | Заложен              | Спущен на воду        | Вступил в строй       | Судьба |
| --------------------------------------------- | -------------------- | -------------------- | --------------------- | --------------------- | --- |
| Вакатакэ (яп. 若竹 молодой бамбук)            | Кобе, Япония         | 13 декабря 1921 года | 24 июля 1921 года     | 30 сентября 1922 года | Потоплен американской палубной авиацией 30 марта 1944 года в районе Палау                                                    |
| Курэтакэ (яп. 呉竹 чёрный бамбук)             | Майдзуру, Япония     | 15 марта 1922 года   | 21 октября 1922 года  | 21 декабря 1922 года  | Торпедирован USS Razorback 30 декабря 1944 года в 65 милях к юго-востоку от о. Формоза                                       |
| Санаэ (яп. 早苗 ростки риса, рисовые сеянцы)  | Урага, Япония        | 5 апреля 1922 года   | 15 февраля 1923 года  | 5 ноября 1923 года    | Торпедирован USS Bluefish в море Сулавеси 13 ноября 1943 года                                                                |
| Савараби (яп. 早蕨 молодой побег папоротника) | Урага, Япония        | 20 ноября 1922 года  | 1 сентября 1923 года  | 24 июля 1824 года     | Затонул 5 декабря 1932 года во время шторма в Тайваньском проливе                                                            |
| Асагао (яп. 朝顔 ипомея)                      | Исикавадзима, Япония | 14 марта 1922 года   | 4 ноября 1922 года    | 10 мая 1923 года      | Тяжело повреждён 22 августа 1945 года при подрыве на мине в Симоносекском проливе, не восстанавливался, разобран в 1948 году |
| Югао (яп. 夕顔 тыква-горлянка)                | Исикавадзима, Япония | 15 мая 1922 года     | 14 апреля 1923 года   | 31 мая 1924 года      | Торпедирован USS Greenling 10 ноября 1944 в районе Иокогамы                                                                  |
| Фуё (яп. 芙蓉 гибискус изменчивый)            | Осака, Япония        | 16 февраля 1922 года | 23 сентября 1922 года | 16 марта 1923 года    | Торпедирован USS Puffer 20 декабря 1943 года в Манильской бухте                                                              |
| Карукая (яп. 刈萱 антистирия)                 | Осака, Япония        | 16 мая 1922 года     | 19 марта 1923 года    | 20 августа 1923 года  | Торпедирован USS Cod 10 мая 1944 года к западу от Лусона                                                                     |

## История названий
Императорским флотом Японии первоначально планировалось, что эсминцы типа Вакатакэ должны иметь названия, но при выдаче заказа на их постройку они получили номера из-за прогнозируемого большого количества военных кораблей на флоте согласно плану Восемь-восемь флота. Это не нравилось экипажам и было постоянным источником путаницы при связи. В августе 1928 года, имена были даны, но не те, которые были запланированы при постройке(за исключением эсминца Карукая).
| Планируемое название и транслитерация     | Название при выдаче заказа                                | Переименование 24 апреля 1924                              | Переименование 1 августа 1928                 |
| Кикё (яп. 桔梗 колокольчик крупноцветный) | Дай-Ни Кутикукан (яп. 第二駆逐艦 2-й эсминец)             | Дай-Ни-Го Кутикукан (яп. 第二号駆逐艦 эсминец №.2)         | Вакатакэ (яп. 若竹 молодой бамбук)            |
| Юри (яп. 百合 лилия)                      | Дай-Си Кутикукан (яп. 第四駆逐艦 4-й эсминец)             | Дай-Си-Го Кутикукан (яп. 第四号駆逐艦 эсминец №.4)         | Курэтакэ (яп. 呉竹 чёрный бамбук)             |
| Аямэ (яп. 菖蒲 ирис красный)              | Дай-Року Кутикукан (яп. 第六駆逐艦 6-й эсминец)           | Дай-Року-Го Кутикукан (яп. 第六号駆逐艦 эсминец №.6)       | Санаэ (яп. 早苗 ростки риса)                  |
| Кайдо (яп. 海棠 бегония)                  | Дай-Хати Кутикукан (яп. 第八駆逐艦 8-й эсминец)           | Дай-Хати-Го Кутикукан (яп. 第八号駆逐艦 эсминец №.8)       | Савараби (яп. 早蕨 молодой побег папоротника) |
| Какицубата (яп. 杜若 ирис японский)       | Дай-Дзю Кутикукан (яп. 第十駆逐艦 10-й эсминец)           | Дай-Дзю-Го Кутикукан (яп. 第十号駆逐艦 эсминец №.10)       | Асагао (яп. 朝顔 ипомея)                      |
| Цуцудзи (яп. 躑躅 азалия)                 | Дай-Дзюни Кутикукан (яп. 第十二駆逐艦 12-й эсминец)       | Дай-Дзюни-Го Кутикукан (яп. 第十二号駆逐艦 эсминец №.12)   | Югао (яп. 夕顔 тыква-горлянка)                |
| Сион (яп. 紫苑 астра сибирская)           | Дай-Дзюси Кутикукан (яп. 第十四駆逐艦 14-й эсминец)       |                                                            |                                               |
| Адзисай (яп. 紫陽 гортензия)              | Дай-Дзюроку-Кутикукан (яп. 第十六駆逐艦 16-й эсминец)     | Дай-Дзюроку-Го Кутикукан (яп. 第十六号駆逐艦 эсминец №.16) | Фуё (яп. 芙蓉 гибискус изменчивый)            |
| Карукая (яп. 刈萱 антистирия)             | Дай-Дзюхати Кутикукан (яп. 第十八駆逐艦 18-й эсминец)     | Дай-Дзюхати-Го Кутикукан (яп. 第十八号駆逐艦 эсминец №.18) | Карукая (яп. 刈萱 антистирия)                 |
| Омодака (яп. 沢瀉 стрелолист)             | Дай-Нидзю Кутикукан (яп. 第二十駆逐艦 20-й эсминец)       |                                                            |                                               |
| Ботан (яп. 牡丹 пион древесный)           | Дай-Нидзюни Кутикукан (яп. 第二十二駆逐艦 22-й эсминец)   |                                                            |                                               |
| Басё (яп. 芭蕉 банановое дерево)          | Дай-Нидзюси Кутикукан (яп. 第二十四駆逐艦 24-й эсминец)   |                                                            |                                               |
| Надэсико (яп. 撫子 гвоздика пышная)       | Дай-Нидзюроку Кутикукан (яп. 第二十六駆逐艦 26-й эсминец) |                                                            |                                               |